# Wellerlooi
Wellerlooi est un village situé dans la commune néerlandaise de Bergen, dans la province du Limbourg. Le 1er janvier 2004, le village comptait 1 225 habitants.